# Borko Ristovski
Borko Ristovski és un porter d'handbol macedoni que juga al FC Barcelona i a la selecció d'handbol de Macedònia del Nord. Va fitxar pel conjunt blaugrana després de fer una gran temporada al Rhein-Neckar Lowen, on va guanyar la Bundesliga.

## Clubs
- RK Makedonija (1999-2000)
- RK Jug (2000-2001)
- RK Vardar (2001-2003)
- RK Metalurg Skopje (2003-2006)
- SD Teucro (2006-2007)
- Algeciras BM (2007)
- RK Metalurg Skopje (2007-2010)
- RK Vardar (2010-2012)
- VfL Gummersbach (2012-2014)
- Al Ahly SC (2014)
- US Créteil HB (2014-2015)
- Rhein-Neckar Lowen (2015-2016)
- FC Barcelona (2016-)[2]